# Чёрный треугольник (фармакология)
Чёрный треугольник (англ. Black triangle products) — в британской системе фармакологической информации символ, который наносят на информационные материалы о лекарственных средствах для обозначения новых для рынка продуктов, или же в случае, если ранее известный продукт (лекарственное средство, вакцина) используется для достижения новой цели.  
Примеры, показывающие, в каких местах наносится чёрный треугольник:
- НовоеТорговоеНазваниеЛекарства▼
- НовоеТорговоеНазваниеЛекарства▼